# Jackie and Ryan
Jackie and Ryan est un film américain réalisé par Ami Canaan Mann, sorti en 2014.

## Synopsis
Un jeune chanteur de rue croise la route d'une ancienne chanteuse qui a abandonné la musique pour prendre soin de sa fille. Cette rencontre fortuite va changer le cours de leur vie.

## Fiche technique
Sauf indication contraire, les informations mentionnées dans cette section peuvent être confirmées par la base de données cinématographiques IMDb,  présente dans la section « Liens externes ».
- Titre original et français : Jackie and Ryan
- Réalisation et scénario : Ami Canaan Mann
- Musique : Nick Hans
- Pays d'origine :  États-Unis
- Langue originale : anglais
- Format : couleur
- Genre : comédie dramatique
- Durée : 90 minutes

## Distribution
Sauf indication contraire, les informations mentionnées dans cette section peuvent être confirmées par la base de données cinématographiques IMDb,  présente dans la section « Liens externes ».
- Katherine Heigl (VF : Charlotte Marin) : Jackie
- Ben Barnes (VF : Mathieu Moreau) : Ryan
- Clea DuVall (VF : Marcha Van Boven) : Virginia
- Emily Alyn Lind : Lia, la fille de Jackie
- Sheryl Lee : Miriam, la mère de Jackie
- Ryan Bingham : Cowboy, le mentor de Ryan
- Jeffrey Hanson : Matt Ridenour
- Adam Dietlein : Wes, le mari de Jackie
- Terence Goodman : Doc
- Lyle Werner (VF : Emmanuel Dekoninck) : Georgie, l'ami de Ryan
- Kelsi Cullimore : Pretty Girl

Source et légende : version française (VF) selon le carton du doublage français sur le DVD zone 2.